# Kommounarka (métro de Moscou)
Kommounarka (russe : Коммунарка) est une station de la Ligne Sokolnitcheskaïa du métro de Moscou, au Russie.